# Grand Prix San Rema 1951
Grand Prix San Rema 1951 (oficiálně VI Gran Premio di San Remo) byl nemistrovský závod Formule 1 v sezóně 1951, který se konal dne 22. dubna 1951 v Itálii.

## Závod
| Poř. | No. | Jezdec                  | Konstruktér      | Počet kol | Čas/Odstoupení    | Pořadí na startu |
| ---- | --- | ----------------------- | ---------------- | --------- | ----------------- | ---------------- |
| 1    | 18  | Alberto Ascari          | Ferrari          | 90        | 2:57:08.2         | 1                |
| 2    | 30  | Dorino Serafini         | Ferrari          | 90        | +1:24.8           | 4                |
| 3    | 40  | Rudi Fischer            | Ferrari          | 90        | +2:02.8           | 7                |
| 4    | 8   | Harry Schell            | Maserati         | 87        | + 3 kola          | 8                |
| 5    | 16  | Stirling Moss           | HWM-Alta 51 (F2) | 85        | + 5 kol           | 10               |
| 6    | 14  | Guy Mairesse            | Talbot-Lago      | 84        | + 6 kol           | 17               |
| 7    | 24  | Lance Macklin           | HWM-Alta 51 (F2) | 81        | + 9 kol           | 13               |
| 8    | 28  | Henri Louveau           | Talbot-Lago      | 79        | Neklasifikován    | 15               |
| 9    | 10  | David Murray            | Maserati         | 59        | Neklasifikován    | 12               |
| 10   | 4   | Peter Whitehead         | Ferrari          | 56        | Neklasifikován    | 14               |
| 11   | 36  | Louis Chiron            | HWM-Alta (F2)    | 42        | Neklasifikován    | 16               |
| Ret  | 22  | Yves Giraud-Cabantous   | Talbot-Lago      | 71        | Mechanika         | 9                |
| Ret  | 26  | Luigi Villoresi         | Ferrari          | 63        | Nehoda            | 2                |
| Ret  | 32  | Emmanuel de Graffenried | Maserati         | 60        | Zavěšení          | 3                |
| Ret  | 34  | Reg Parnell             | Maserati         | 16        | Zadní náprava     | 11               |
| Ret  | 6   | Louis Rosier            | Talbot-Lago      | 8         | Píst              | 6                |
| Ret  | 20  | Princ Bira              | Maserati         | 5         | Nehoda            | 5                |
| DNS  | 2   | Toni Branca             | Maserati         |           |                   |                  |
| DNS  | 12  | Johnny Claes            | Talbot-Lago      |           | Nehoda v tréninku |                  |
| DNA  | 38  | Giuseppe Farina         | Maserati         |           | Nestartoval       |                  |